# Установочная встреча
Устано́вочная встреча (также кик-офф встреча, от англ. Kickoff meeting) — это первая встреча с участниками проекта и возможно приглашение заказчиков проекта. Эта встреча должна определить основные элементы проекта и другие мероприятия по планированию. Также эта встреча знакомит членов команды проекта и заказчика и дает возможность обсудить роль каждого из членов команды. Другие ключевые элементы проекта, вовлекающие заказчика, также могут быть обсуждены на этой встрече (сроки, периодичность и формат отчетности о ходе работ и т.д.).
Так же используется как термин для определения первой встречи на старте новой активности групп людей или команд связанных общей целью
Основная цель установочной встречи заключается в том, чтобы определить ожидаемые роли и вклад различных заинтересованных сторон. Также пытаются выяснить риски и проблемы, которые могут возникнуть, особенно те, которые могут повлиять на график выполнения проекта и оказывают влияние на удовлетворение заказчика. Это как раз самое время, когда заинтересованные стороны могут прямо сообщать о любой помощи, которая им может потребоваться в ходе выполнения проекта.
В случае необходимости, на встрече обсуждаются правовые аспекты, затрагивающие проект. Например, команда разработчиков, взаимодействуя с тестовой командой, может захотеть провести тесты автомобиля на дорогах общего пользования (в городе). Если правомерность подобных тестов не обсудили с заинтересованной стороной во время установочной встречи, тест, возможно, придется дорабатывать позже для соблюдения местных правил дорожного движения (вызывая непредвиденные задержки при реализации проекта). Поэтому, было бы лучше обсудить это на установочной встрече, чем рисковать, делая предположения, в дальнейшем имея проблемы с перепланировкой выполнения
тестов.
Установочная встреча является генератором энтузиазма для заинтересованных сторон, поскольку она обеспечивает полную видимость проекта на текущий момент времени. Показывая полное понимание цели и этапов по её достижению, заказчик получает уверенность в способности команды проекта выполнить работу.